# Langsomt Mot Nord
Langsomt Mot Nord (LMN) var en norsk syntduo som gett ut tre album. Gruppen använde sig av elektroniska instrument som syntar och samplar. Men de var också influerade av traditionell norsk musik och kombinerade de elektroniska instrumenten med stränginstrument, piano och träblåsinstrument.

## Medlemmar
Ordinarie medlemmar
- Ola Snortheim – trummor, slagverk, programmering, sampling (1985–1991)
- Espen Beranek Holm – keyboard, synthesizer, programmering (1991)
- Morgan Lindstrøm – keyboard, synthesizer, programmering, sampling (1988)
- Jørn Christensen – gitarr, keyboard, synthesizer (1985)

Bidragande musiker
- Olav Snortheim – bukkehorn, langeleik
- Kjersti Bergesen – sång
- Knut Buen – hardingfele
- Jon Eberson – gitarr
- Frank Hovland – bas
- Eva Knardahl – piano
- Steinar Ofsdal – flöjt

## Diskografi
Album
- 1985: Langsomt mot Nord
- 1988: Westrveg
- 1991: Hildring

EP
- 1988: Gufsi fraa fjellom

Singel
- 1988: "Gufsi fraa fjellom" / "Westrveg"